# X Cephei
X Cephei är en förmörkelsevariabel av Mira Ceti-typ  i stjärnbilden Cepheus. 
Stjärnan varierar mellan magnitud +8,1 och 17,5 med en period av 535,19 dygn.